# Narimanow
Narimanow (russisch Нариманов) ist eine Stadt in der Oblast Astrachan (Russland) mit 11.521 Einwohnern (Stand 14. Oktober 2010).

## Geografie
Die Stadt liegt in der Kaspischen Senke etwa 50 km nordwestlich der Oblasthauptstadt Astrachan am rechten Ufer der Wolga.
Narimanow ist Verwaltungszentrum des gleichnamigen Rajons.
Die Stadt liegt an der Straße Wolgograd–Astrachan.

## Geschichte
Das Dorf Nischnewolschskoje entstand im Zusammenhang mit dem Bau eines Sperrwerkes durch den Hauptarm der Wolga mit Umgehungskanal und Schleusen etwa zwei Kilometer flussaufwärts. Der Ort erhielt 1967 als Nischnewolschsk den Status einer Siedlung städtischen Typs (von russisch Nischnjaja Wolga für Untere Wolga); der Bau des Sperrwerkes war 1976 abgeschlossen.
Ab 1979 wurde unterhalb des Ortes eine große Schiffswerft errichtet, und am 19. Oktober 1984 wurde dem Ort unter dem heutigen Namen das Stadtrecht verliehen, nach dem aserbaidschanischen Schriftsteller und kommunistischen Politiker Nəriman Nərimanov (russisch Narimanow, 1870–1925). 

### Bevölkerungsentwicklung
| Jahr | Einwohner |
| ---- | --------- |
| 1979 | 3.419     |
| 1989 | 11.084    |
| 2002 | 11.202    |
| 2010 | 11.521    |

Anmerkung: Volkszählungsdaten

## Wirtschaft
Stadtbildendes Unternehmen ist die Schiffswerft Lotos, die u. a. Bohrplattformen herstellt. An der Wolga gibt es ein Erdölterminal, daneben Betriebe der Bau- und Leichtindustrie.